# مريم المريسل
مريم المريسل، رياضية بارالمبية سعودية، تعد من أوائل السعوديات اللاتي شاركن في دورة الألعاب البارالمبية، من خلال مشاركتها في رياضة كرة الطاولة في دورة الألعاب البارالمبية طوكيو 2020.

## مشوار التأهل إلى دورة الألعاب البارالمبية طوكيو 2020
تأهلت المريسل إلى دورة الألعاب البارالمبية طوكيو 2020، وذلك بعد منحها " الوايد كارد" لحصولها على تصنيف متقدم بالاتحاد الدولي لكرة الطاولة.

## إنجازات
- المركز الأول والميدالية الذهبية في منافسات بطول مصر الدولية المقامة عام 2023، في فئة " زوجي الجلوس" [3]
- المركز الثاني والميدالية الفضية في منافسات بطولة مصر الدولية المقامة عام 2023، فردي سيدات، فئة الجلوس للتصنيف " TT1 وTT2".[3]
- المركز الثاني والميدالية الفضية في منافسات دورة ألعاب غرب آسيا الثالثة عام 2023، في فئة " زوجي المختلط الجلوس" [4]
- المركز الثالث والميدالية البرونزية في منافسات بطولة مصر الدولية المقامة عام 2023، في فئة " زوجي المختلط الجلوس".[3]
- المركز الثالث والميدالية البرونزية في منافسات بطولة مصر الدولية المقامة في مدينة الإسكندرية عام 2020[5]
- المصنفة الأولى في قارة آسيا، وتأهلت للمشاركة في بطولة العالم لكرة الطاولة البارالمبية بإسبانيا 2022م [6]